# Saint-Bonnet-près-Riom
Pour les articles homonymes, voir Saint-Bonnet (homonymie).
Saint-Bonnet-près-Riom est une commune française, située dans le département du Puy-de-Dôme en région d'Auvergne-Rhône-Alpes. Ses habitants sont appelés les Brayauds.
Elle fait partie de l'aire urbaine de Riom et d'une manière plus large de l'aire d'attraction de Clermont-Ferrand.
Ce village typique du pays brayaud est riche de traditions notamment viticoles, se faisant l'hôte de visiteurs du monde entier lors des grandes manifestations. C'est l'un des derniers villages français à avoir conservé des rites qui, auparavant, se déroulaient dans chaque ville française, provoquant ainsi un fort intérêt des connaisseurs mais également certaines incompréhensions de la part de personnes peu renseignées.

## Géographie

### Localisation
Le bourg est construit sur un plateau dominant, au nord, le vallon du Sardon.
Six communes sont limitrophes.
Les communes limitrophes sont Davayat, Riom, Châtel-Guyon, Pessat-Villeneuve, Yssac-la-Tourette et Chambaron sur Morge.
|                                 | Davayat                | Chambaron sur Morge (Cellule) |
| Yssac-la-Tourette, Châtel-Guyon | Saint-Bonnet-près-Riom | Pessat-Villeneuve             |
|                                 | Riom                   |                               |

### Voies de communication et transports
La commune est traversée par la route départementale 2144, ancienne route nationale 144 reliant Riom à Montluçon. Le tronçon commun des autoroutes A71 et A89 traverse la commune au nord-est et à l'est.
En outre, le territoire est traversé par les routes départementales 404 (vers Yssac-la-Tourette), 421 (vers Pessat-Villeneuve) et 985 (vers Châtel-Guyon), ainsi qu'une partie de la RD 2009 (ancienne route nationale 9) passant au-dessus de l'autoroute.
Depuis le 3 septembre 2018, la ligne 4 du réseau de transports en commun RLV Mobilités dessert la commune.

### Climat
Pour des articles plus généraux, voir Climat d'Auvergne-Rhône-Alpes et Climat du Puy-de-Dôme.
En 2010, le climat de la commune est de type climat océanique dégradé des plaines du Centre et du Nord, selon une étude du Centre national de la recherche scientifique s'appuyant sur une série de données couvrant la période 1971-2000. En 2020, Météo-France publie une typologie des climats de la France métropolitaine dans laquelle la commune est exposée à un climat de montagne ou de marges de montagne et est dans la région climatique  Nord-est du Massif Central, caractérisée par une pluviométrie annuelle de 800 à 1 200 mm, bien répartie dans l’année.
Pour la période 1971-2000, la température annuelle moyenne est de 10,8 °C, avec une amplitude thermique annuelle de 16,6 °C. Le cumul annuel moyen de précipitations est de 675 mm, avec 8,8 jours de précipitations en janvier et 6,8 jours en juillet. Pour la période 1991-2020, la température moyenne annuelle observée sur la station météorologique de Météo-France la plus proche, « Sayat_sapc », sur la commune de Sayat à 12 km à vol d'oiseau, est de 11,2 °C et le cumul annuel moyen de précipitations est de 776,1 mm,. Pour l'avenir, les paramètres climatiques de la commune estimés pour 2050 selon différents scénarios d'émission de gaz à effet de serre sont consultables sur un site dédié publié par Météo-France en novembre 2022.

## Urbanisme

### Typologie
Au 1er janvier 2024, Saint-Bonnet-près-Riom est catégorisée ceinture urbaine, selon la nouvelle grille communale de densité à sept niveaux définie par l'Insee en 2022.
Elle appartient à l'unité urbaine de Saint-Bonnet-près-Riom, une unité urbaine monocommunale constituant une ville isolée,. Par ailleurs la commune fait partie de l'aire d'attraction de Clermont-Ferrand, dont elle est une commune de la couronne,. Cette aire, qui regroupe 209 communes, est catégorisée dans les aires de 200 000 à moins de 700 000 habitants,.

### Occupation des sols
L'occupation des sols de la commune, telle qu'elle ressort de la base de données européenne d’occupation biophysique des sols Corine Land Cover (CLC), est marquée par l'importance des territoires agricoles (80,4 % en 2018), en diminution par rapport à 1990 (85,3 %). La répartition détaillée en 2018 est la suivante : 
terres arables (64,1 %), zones urbanisées (19,6 %), zones agricoles hétérogènes (16,4 %). L'évolution de l’occupation des sols de la commune et de ses infrastructures peut être observée sur les différentes représentations cartographiques du territoire : la carte de Cassini (XVIIIe siècle), la carte d'état-major (1820-1866) et les cartes ou photos aériennes de l'IGN pour la période actuelle (1950 à aujourd'hui).

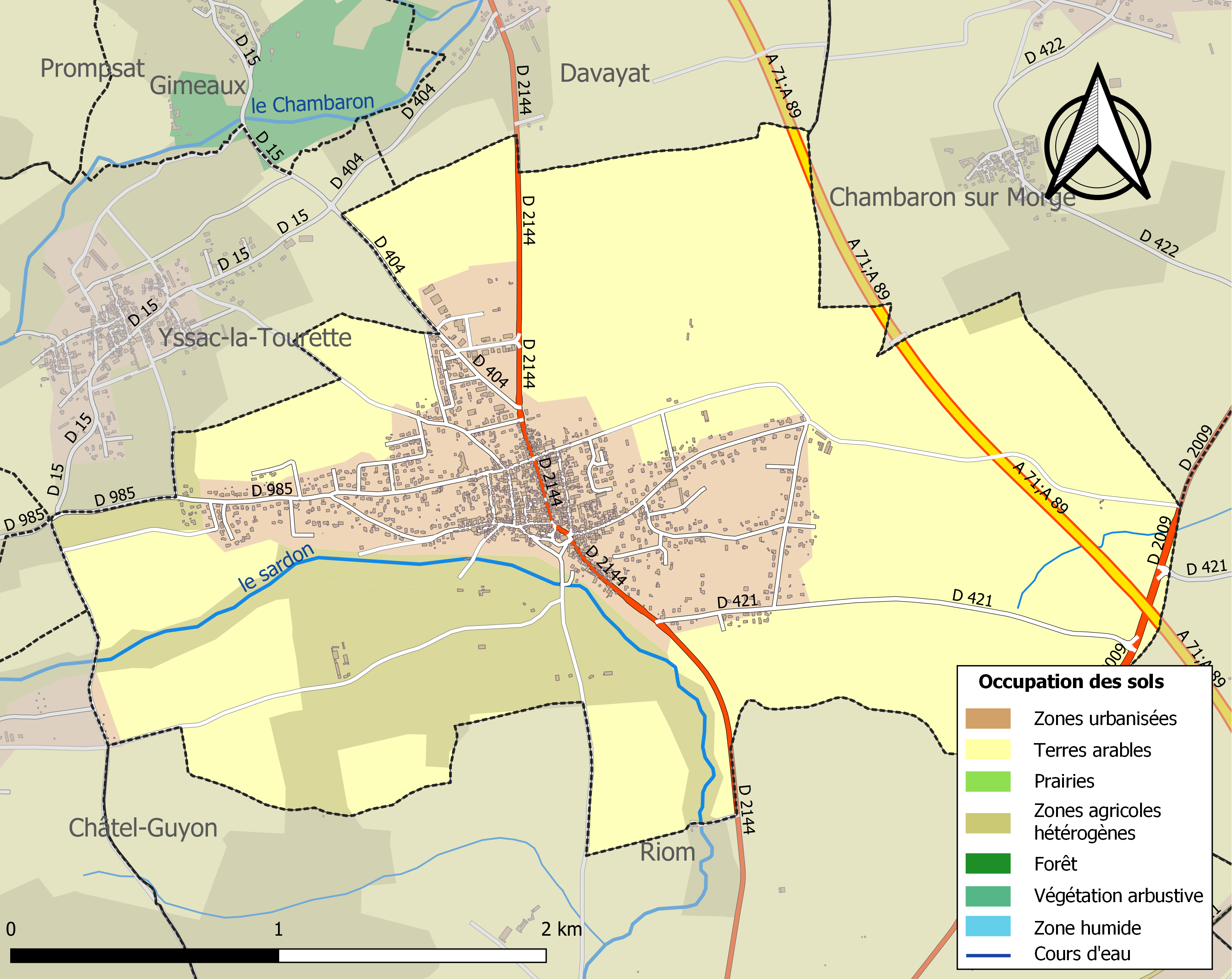
Carte des infrastructures et de l'occupation des sols de la commune en 2018 (CLC).

## Toponymie
La commune est nommée en auvergnat Sant Bonet de Riam en graphie classique ou Sant Bonê de Rian en écriture auvergnate unifiée.

## Histoire
Sanctus Bonetus est mentionné pour la première fois en 1131 lorsque l'église est donnée par l'évêque de Clermont à l'abbaye de Mozac, qui relève alors de Cluny (1095). Le pape Alexandre III confirme la donation en 1165. L'église paroissiale de Saint-Bonnet est, jusqu'à la Révolution, une dépendance de l'abbaye de Mozac (située à 6 km). Sa particularité est qu'elle ne dispose pas de clocher.

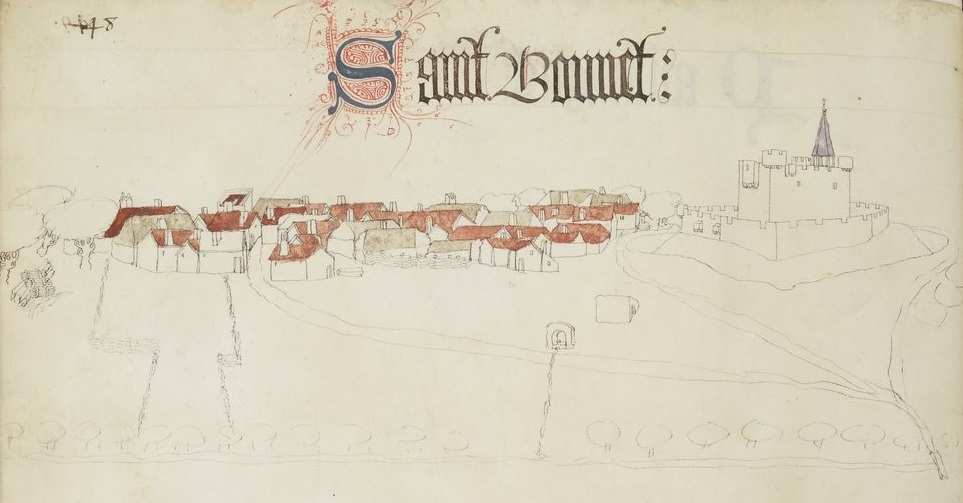
Saint-Bonnet-près-Riom représenté dans l'Armorial d'Auvergne de Guillaume Revel (1450).

La toponymie vient de saint Bonitus, évêque d'Auvergne au VIIe siècle. Le lieu prend ensuite le nom, sous l'Ancien Régime, de Saint-Bonnet-Laschamps ou Saint-Bonnet-des-Champs, et enfin Saint-Bonnet-près-Riom en 1800.
Au Moyen Âge, le bourg est dominé par un fort qui figure sur l'Armorial de Guillaume Revel (1450).
De passage en Auvergne (1566), le roi Charles IX, Catherine de Médicis et Michel de L'Hospital renoncent à s'arrêter à Riom, et font halte à Saint-Bonnet qui était alors un pauvre village.
En 1716, le bourg est à moitié ravagé par un incendie et en 1750 on compte 1 250 habitants.
Les textes mentionnent les restes d'un fort considérable (1793) : un rempart autour de l'église, deux tours, des souterrains et des cachots.

### L'histoire du village vigneron
Au XIXe siècle, ce village vigneron atteint son apogée avec 250 hectares de vignoble, mais la crise du phylloxéra entraîne une réduction des surfaces au profit des céréales. Ce phénomène s'accentue après la Seconde Guerre mondiale. Depuis 1970, la proximité de Riom, favorise le développement d'un habitat de type pavillonnaire à l'ouest de l'ancien bourg et la population double entre 1990 et 2010 avec près de 2 000 habitants. Parallèlement, la culture de la vigne renaît sur les coteaux et le cru de madargue bénéficie de l'appellation A.O.C. côtes-d'auvergne.
De son passé, le bourg conserve des maisons vigneronnes dont l'ensemble du Gamounet, animé et mis en valeur par l'association Les Brayauds qui perpétue le sens de la fête et de la convivialité propre aux pays vignerons.

## Politique et administration

### Tendances politiques et résultats
Aux élections municipales de 2014, le maire sortant s'est représenté mais a été battu par Jean-Philippe Perret, qui obtient 61,93 % des voix au premier tour ; il acquiert seize sièges dont deux au conseil communautaire ; les trois sièges restants étant détenus par la liste de Christophe Mathieu. Le taux de participation s'élève à 79,35 %.
Aux élections départementales de 2015, dans le nouveau canton de Riom, le binôme composé de Stéphanie Flori-Dutour et de Jean-Philippe Perret, élus dans le canton, a recueilli 65,32 % des suffrages exprimés. La participation s'est élevée à 63,65 %, supérieure de dix points à celle du canton.

### Liste des maires
| Période                                  | Période                    | Identité             | Étiquette | Qualité |
| ---------------------------------------- | -------------------------- | -------------------- | --------- | --- |
| Les données manquantes sont à compléter. |                            |                      |           | |
| 1911                                     | 1919                       | Claude Attaix        |           | Médecin |
| 1945                                     | 1965                       | Francisque Gaillot   |           | |
| 1965                                     | 1971                       | Marguerite Duclaud   |           | |
| 1971                                     | 1977                       | Jean Levadoux        |           | |
| 1977                                     | 1983                       | Jean Bouquet         |           | |
| 1983                                     | 1989                       | François Rollin      |           | |
| mars 2001                                | septembre 2010 (démission) | Pascal Faucheux      | PS        | Instituteur Président de Riom-Communauté (1999-2014) |
| septembre 2010                           | mars 2014                  | Christophe Mathieu   | PS        | Enseignant et directeur d'école |
| mars 2014                                | mai 2020                   | Jean-Philippe Perret | DVD       | Chef d'entreprise Conseiller départemental du canton de Riom (depuis 2015) 4e vice-président de Riom-Communauté chargé des équipements sportifs (2014-2016) 4e vice-président de la CC puis CA Riom Limagne et Volcans délégué aux finances (2017-2020) |
| mai 2020                                 | En cours (au 25 mai 2020)  | Denis Rougeyron      | DVD       | Fonctionnaire territorial retraité |

### Jumelages
Saint-Bonnet-près-Riom est jumelée avec Port-des-Barques (France) et Oriolo Romano (Italie).

## Population et société

### Démographie
L'évolution du nombre d'habitants est connue à travers les recensements de la population effectués dans la commune depuis 1793. Pour les communes de moins de 10 000 habitants, une enquête de recensement portant sur toute la population est réalisée tous les cinq ans, les populations de référence des années intermédiaires étant quant à elles estimées par interpolation ou extrapolation. Pour la commune, le premier recensement exhaustif entrant dans le cadre du nouveau dispositif a été réalisé en 2004.

En 2022, la commune comptait 2 078 habitants, en évolution de −2,99 % par rapport à 2016 (Puy-de-Dôme : +2,1 %, France hors Mayotte : +2,11 %).
| 1793  | 1800  | 1806  | 1821  | 1831  | 1836  | 1841  | 1846  | 1851  |
| ----- | ----- | ----- | ----- | ----- | ----- | ----- | ----- | ----- |
| 1 318 | 1 292 | 1 342 | 1 485 | 1 494 | 1 590 | 1 591 | 1 623 | 1 543 |

| 1856  | 1861  | 1866  | 1872  | 1876  | 1881  | 1886  | 1891  | 1896  |
| ----- | ----- | ----- | ----- | ----- | ----- | ----- | ----- | ----- |
| 1 520 | 1 560 | 1 559 | 1 516 | 1 480 | 1 433 | 1 427 | 1 407 | 1 329 |

| 1901  | 1906  | 1911  | 1921 | 1926 | 1931 | 1936 | 1946 | 1954 |
| ----- | ----- | ----- | ---- | ---- | ---- | ---- | ---- | ---- |
| 1 284 | 1 216 | 1 169 | 960  | 932  | 906  | 823  | 808  | 894  |

| 1962 | 1968  | 1975  | 1982  | 1990  | 1999  | 2004  | 2006  | 2009  |
| ---- | ----- | ----- | ----- | ----- | ----- | ----- | ----- | ----- |
| 973  | 1 083 | 1 037 | 1 063 | 1 215 | 1 487 | 1 640 | 1 724 | 1 936 |

| 2014  | 2019  | 2022  | - | - | - | - | - | - |
| ----- | ----- | ----- | - | - | - | - | - | - |
| 2 094 | 2 035 | 2 078 | - | - | - | - | - | - |

### Enseignement
Saint-Bonnet-près-Riom dépend de l'académie de Clermont-Ferrand.
Dans l'enseignement public, les élèves commencent leur scolarité à l'école élémentaire Jean-Baptiste-Chauty. Ils la poursuivent à Riom, au collège Mendès-France puis au lycée Virlogeux.
Il existe une école élémentaire privée (Saint-Joseph).

## Culture locale et patrimoine

### Lieux et monuments
- Église Saint-Bonnet : église romane du XIIe siècle, fortifiée durant la guerre de Cent Ans, remaniée et agrandie au XVIe siècle, restaurée au XIXe siècle.
- Le Gamounet (XVIIe siècle) : la maison a appartenu aux Gamounet, notaires à Riom. Porte cochère portant une inscription « 1687 G.C ».

### Pays d'art et d'histoire de Riom
Depuis 2005, la commune est labellisée Pays d'art et d'histoire, et forme avec les communes de Chambaron-sur-Morge, Enval, Le Cheix-sur-Morge, Marsat, Malauzat, Ménétrol, Mozac, et Pessat-Villeneuve, Riom, le Pays d'art et d'histoire de Riom. En 2022, le territoire du Pays d'art et d'histoire a été étendu à l'ensemble du territoire de la communauté d'agglomération Riom Limagne et Volcans.

### Jeu du cou de l'oie
À la fête patronale de la ville est organisé le jeu du cou de l'oie, où l'on arrache la tête d'animaux morts. La pratique ancestrale est en 2024 sous le feu de critiques de particuliers et d'associations,.

### Héraldique
| Blason de Saint-Bonnet-près-Riom | Blason  | D'argent aux grappes de raisin de gueules, feuillée et tigées de sinople sortant d'une amphore de gueules, chappé d'azur à une crosse d'or à dextre et une fleur de lys du même à sénestre. |
| Blason de Saint-Bonnet-près-Riom | Détails | Le statut officiel du blason reste à déterminer. |